# Oddantonio II da Montefeltro
Oddantonio da Montefeltro (18 de enero de 1427 - Urbino, 22 de julio de 1444) fue un noble italiano, político y líder del Renacimiento, así como el primer duque de Urbino. Sucedió a su padre, Guidantonio da Montefeltro (casado en segundas nupcias con Caterina Colonna), en 1443.

## El nombre
Oddantonio fue el único miembro de la familia de Montefeltro que llevó este nombre, cuya composición fue una ilustración de la alianza entre los Montefeltro y los Colonna de la que su estructura es un signo tangible. Fue también un homenaje a su tío materno, el Papa, quién auspició la unión entre sus padres y promovió la alianza de los dos linajes. De hecho, el origen del nombre deriva de la unión del nombre del tío materno Oddone Colonna, Papa con el nombre de Martino V, y del abuelo paterno, Antonio da Montefeltro (d. 1404). 

## Biografía
Nació el 18 de enero de 1427, hijo del conde de Urbino Guidantonio da Montefeltro y su segunda esposa, Caterina Colonna. Oddantonio era el único hijo legítimo del Conde de Urbino y superaba en el derecho de sucesión a su medio hermano mayor Federico, nacido en 1422 y legitimado en 1424.
En 1442 Oddantonio y Cecilia Gonzaga fracasaron en el intento promovido por sus padres de arreglar su matrimonio  posteriormente Cecilia ingresó a un convento (1444).
El 17 de febrero de 1443, pocos días antes de la muerte de su padre, Oddantonio fue investido con el vicariato apostólico in temporalibus y, por lo tanto, asociado al gobierno de los dominios de su padre.
El 25 de abril de 1443 en Siena, el Papa Eugenio IV, también gracias a los buenos oficios de su tío, el poderoso cardenal Próspero Colonna (quien así permitió al Papa regresar a Roma después de su destitución casi diez años antes), elevó el 25 de abril de 1443 a Oddantonio al rango del duque de Urbino, título transmisible a sus herederos.
A su regreso a Urbino Oddantonio ordenó a su tío Antonio di Niccolò da Montefeltro que fuera a Ferrara a pedir, en su nombre, la mano de Isotta de Este, hermana de Lionello, marqués de Ferrara. El certificado de matrimonio con Isotta de Este fue firmado por apoderado en Ferrara el 6 de julio de 1443 y publicado en Urbino el 14 del mismo mes.
El nombramiento como duque también formaba parte de la acción papal para oponerse a Francesco Sforza en las Marcas, en las que de todos modos estaban comprometidos los Montefeltro, que militaban desde hacía tiempo en el ejército del ducado de Milán, aliado del papa en la lucha contra Sforza.
La guerra a las puertas del estado, los enormes gastos para mantenerlo, unidos a los gastos incurridos para pagar el nombramiento ducal, obligaron al jovencísimo duque a afrontar un endurecimiento fiscal sin precedentes que aumentó el descontento de la población, que fue alimentado también por el desprestigio arrojado sobre la corte condal por la conducta de algunos regidores, acusados de vida disoluta y de graves acosos a algunas mujeres de Urbino. El historiador Andrea Lazzari (1794, p. 69) da cuenta de la noticia, desmentida por otras fuentes (Baldi, 1824, p. 189; Ugolini, 1859, pp. 283 s.), según la cual Oddantonio hizo quemar vivo a un paje; si el hecho no es cierto, no se alimentaban dudas sobre la prodigalidad e inmoralidad de Oddantonio y su círculo. Si bien estas actitudes fueron aprovechadas para legitimar la conspiración en su contra, seguramente la conducta del duque, que parecía responder únicamente a intereses personales, contribuyó a exacerbar el malestar y el descontento.
Así, en la noche entre el 21 y el 22 de julio de 1444, un puñado de conspiradores entró en el palacio noble y asesinó al duque, así como a Manfredo Pio di Carpi y Tommaso di Guido d'Agnello. En la conspiración también participaron miembros de la corte, como Pierantonio Paltroni, y es muy probable que tuvieran motivaciones exclusivamente políticas. Oddantonio debió parecer inepto para gobernar el estado en esa difícil situación, sobre todo ante la fuerte presencia de Federico da Montefeltro, mantenido al margen del gobierno. Además, el duque de Urbino estaba totalmente bajo la influencia del señor de Cesena Domenico (Novello) Malatesta, miembro de una casa históricamente opuesta a los Montefeltro.

## Consecuencias
Después del asesinato, Oddantonio fue enterrado en un lugar no especificado (San Francesco o San Donato).
Federico se presentó a la mañana siguiente a las puertas de Urbino y, tras estipular acuerdos con la ciudad, que preveían la impunidad de los conspiradores, fue aclamado señor de Urbino. Al advenimiento de Federico se opuso inútilmente la familia y la corte. En 1446 se urdió una conspiración en su contra en la que estaban implicados Antonio di Niccolò da Montefeltro (tío de Federico), Francesco di Vico (pariente lejano de los Montefeltro) y Giovanni di San Marino (antiguo canciller de Oddantonio), pero detrás de ella estaba probablemente la hermana de Oddantonio y Federico, Violante da Montefeltro, esposa de Domenico (Novello) Malatesta. Todos los conspiradores fueron decapitados y la memoria de Oddantonio olvidada o desacreditada.

## Títulos y estado
Oddantonio era:
- conde de Montefeltro de nacimiento (título imperial que data del siglo XII), pero. como sus antecesores. nunca tuvo dominio sobre toda la región histórica
- conde de Urbino por nacimiento (título imperial que data de 1226)
- conde de Castel Durante por nacimiento (título obtenido de su padre en 1424 por investidura papal)
- señor de Cagli, Gubbio, Cantiano, Frontone, Sassocorvaro, desde la concesión del vicariato apostólico in temporalibus y por sucesión en 1444.
- duque de Urbino (por investidura papal en 1443), título que se añadió a los demás, sin suprimirlos. El Estado siguió manteniendo el anterior carácter compuesto de ciudades, tierras y castillos que se regían por estatutos propios, regidos por los de Montefeltro por convenios y pactos jurados, por tanto bajo la forma jurídica del vicariato apostólico in temporalibus concedido por el Papa.

## Condotta militar
La única condotta militar fue la del ejército de los Visconti, duques de Milán, heredados de su padre. En 1443 el ejército de Milán, comandado por Niccolò Piccinino, estaba en guerra contra Francesco Sforza, en alianza con el papa y con el rey de Nápoles. Sin embargo, el mando de la compañía militar de Montefeltro fue asignado a Federico da Montefeltro. Salvo una ocasión, nunca estará presente en los campos de batalla.